# Boulay-les-Barres
Boulay-les-Barres ist eine französische Gemeinde mit 1.061 Einwohnern (Stand: 1. Januar 2022) im Département Loiret in der Region Centre-Val de Loire. Sie gehört zum Arrondissement Orléans und zum Kanton Meung-sur-Loire. Die Einwohner werden Boulaysiens genannt.

## Geographie
Boulay-les-Barres liegt etwa zwölf Kilometer nordwestlich von Orléans. Umgeben wird Boulay-les-Barres von den Nachbargemeinden Bricy im Norden, Gidy im Osten, Ormes im Süden und Südosten, Bucy-Saint-Liphard im Süden und Südwesten, Gémigny im Westen sowie Saint-Péravy-la-Colombe im Westen und Nordwesten.
Durch die Gemeinde führt die frühere Route nationale 155 (heutige D955).

## Bevölkerungsentwicklung
| Jahr                       | 1962 | 1968 | 1975 | 1982 | 1990 | 1999 | 2006 | 2018 |
| Einwohner                  | 524  | 483  | 441  | 444  | 466  | 551  | 1125 | 1018 |
| Quellen: Cassini und INSEE |      |      |      |      |      |      |      |      |